# 新皮總綱
新皮總綱（英語：Neodermata）是扁形动物门類中的一個支系，包含了寄生類的吸蟲綱 (Trematoda)、單殖綱 (Monogenea) 和絛蟲綱 (Cestoda)。

## 說明
所有的新皮蟲都是寄生蟲，許多類型都有自由游動的幼体階段。所有新皮蟲最顯著的特徵是成蟲的纖毛表皮（大多數扁平蟲的典型表皮）會脫落，取而代之的是稱為皮膜或新皮膜的合胞体。在所有新皮蟲身上發現的其他特徵與原肾管的解剖結構及表皮運動纖毛的細根有關。

## 系統演化
目前，新皮總綱的單系是無可爭議的，並得到形態與分子資料的支持。很明顯，它們是由自由生活的扁蟲 (涡虫纲) 演變而來，但其姊妹群長期以來都是爭論的議題。最早嘗試以形態證據重建扁蟲的系統演化時，認為Rhabdocoela是新皮總綱的姊妹群，但這只是基於微弱的形態相似性，並未獲得分子研究的支持。
最新的證據將Bothrioplanida目視為新皮總綱的姊妹群，並將其合併為Bothrioneodermata支系。